# Маркус, Рут
Рут Баркан Маркус, (англ. Ruth Barcan Marcus; урождённая Рут Шарлотта Баркан; 2 августа 1921, Бронкс, Нью-Йорк — 19 февраля 2012[…], Нью-Хейвен) — американский академический философ и логик, наиболее известна своей работой в области модальной и философской логики. Она разработала первые формальные системы количественной модальной логики,что привело к появлению схемы или принципа, известного как формула Баркана. Как отмечал Дон Гарретт, Маркус, чьи работы публиковались под именем Рут С. Баркан, была «одним из важнейших и влиятельных философов-логиков своего века». Тимоти Уильямсон в 2008 году говорил, что «многие из ее основных идей не просто оригинальны, умны, красивы, увлекательны, влиятельны и намного опережают свое время, что на самом деле является, несомненно, правдой».

## Карьера
Рут Баркан вышла замуж в 1942 году за физика Жюля Александра Маркуса, годом ранее она с отличием окончила Нью-Йоркский университет по специальности математика и философия. После она поступила в аспирантуру Йельского университета, где в 1942 году получила степень магистра и докторскую степень в 1946. Маркус была приглашенным профессором Северо-Западного университета с 1950 по 1953 год и затем в 1959 году. С 1956 по 1963 год она работала ассистентом, а далее адъюнкт-профессором в недавно основанном университете Рузвельта в Чикаго. С 1964 по 1970 год — профессор философии в Иллинойском университете в Чикаго (первоначально — глава отдела), позднее снова стала профессором философии в Северо-Западном университете (1970-1973гг). До выхода на пенсию в качестве почетного профессора в 1992 году Рут преподавала в Йельском университете по назначению профессора философии Рубена Пост Халлека. Она продолжала преподавать в Калифорнийском университете в Ирвайне до 1997 года.

## Философия

### Количественная модальная логика
Широко обсуждаемая формула Баркана представлена как аксиома в QML. Свою самую раннюю работу, первого аксиоматического исследования модальной логики с кванторами, Маркус опубликовала под своей девичьей фамилией Рут К. Баркан. В нем представлены три статьи: «Функциональное исчисление первого порядка, основанное на строгом следствии», «Журнал символической логики» (JSL, 1946), «Теорема дедукции в функциональном исчислении первого порядка, основанного на строгом импликации» (JSL, 1946). , и «Идентичность людей в строгом функциональном исчислении второго порядка», (JSL, 1947). Первые системы количественной модальной логики, которые расширили некоторые пропозициональные модальные системы Кларенса Ирвинга Льюиса до первого и второго порядка были в работах 1946 и 1947 годов и явились крупным достижением в развитии логики XX века. Льюис особо выделил работу Рут Маркус в «Заметках по интенсиональной логике», первоначально напечатанных в книге «Структура, метод и значение: эссе в честь Генри М. Шеффера» (Нью-Йорк, 1951). Здесь он признает её первым логиком, расширившим логику высказываний как интенсиональную логику более высокого порядка.

### Прямая ссылка
Рут Маркус предложила в философии языка определять собственные имена как простые «теги» («Модальности и интенсиональные языки» (Synthese, 1961) и др.). Согласно её теории имен «тегов» (теория прямой ссылки), эти «теги» используются для обозначения объекта, который является носителем имени. Значение имени исчерпывается этой референциальной функцией. Этот взгляд расходится с теорией описания собственных имен Бертрана Рассела, а также с превалирующей в то время теорией кластерного описания имен Джона Сёрла. Квентин Смит отождествлял этот взгляд, представленный в 1962 году Уиллардом Ван Орманом Куайном, как комментатором, с теорией референции, приведенной в книге Сола Крипке «Именование и необходимость». Профессор Тимоти Уильямсон в отношении данной работы Рут Баркан Маркус говорил следующее:
«Одна из содержащихся в них идей, которая больше всего перекликается с современной философией языка, — это идея собственных имен как простых тегов без описательного содержания. Это не идея Крипке об именах как о жестких указателях, обозначающих один и тот же объект по отношению ко всем релевантным мирам, поскольку „жесткие“ определенные описания являются жесткими указателями, но все же имеют описательное содержание. Скорее, это идея, позже развитая Дэвидом Капланом и другими, о том, что имена собственные являются непосредственно референциальными в том смысле, что они вносят только свой носитель в предложения, выраженные предложениями, в которых они встречаются».
Стивен Нил, философ языка, выразил своё несогласие с утверждением профессора Смита в «Times Literary Supplement».

### Необходимость идентичности
Необходимость идентичности формально доказала Рут Маркус в 1946 году, в 1961 году она отстаивала свою точку зрения, однако, позднее опровергла возможность случайной идентичности. См. Journal of Symbolic Logic, (1947) 12: стр. 12-15.

### Моральный конфликт
Водной из своих работ Рут Маркус определяет последовательный набор моральных принципов, которые, по её мнению, дают возможность существования некого «возможного мира», в котором все эти принципы могут быть соблюдены. Конфликт этих принципов в реальном мире, не является признаком непоследовательности. Как и в случае с необходимостью идентичности, эта теория морального конфликта встретила сопротивление. Аргументация данной теории противоречит широко распространенному мнению о неизбежной непоследовательности систем моральных правил.

### Вера
С философской точки зрения, вера — это отношение агента к возможному положению дел при определенных внутренних и внешних обстоятельствах. Принятие того или иного цитируемого предложения (дисквотационная оценка веры) — только один поведенческий маркер веры. В поведенческом сценарии дело обстоит несколько иначе. Полностью языковое объяснение веры отвергается (по теории Дэвидсона). В случаях, когда агент верит в невозможность чего либо до тех пор, пока эта невозможность не будет раскрыта. Маркус предполагала, что в таком случае агент заявит, что он только верил в невозможность. Точно так же, когда математик обнаруживает, что одна из его гипотез ложна, а если она математически ложна, то это невозможно, он скажет, что он только утверждает, что гипотеза верна. Каким бы странным ни было это предположение, оно похоже на широко принятый принцип знания: если мы заявляем, что знаем P, а P оказывается ложным, мы не говорим, что раньше знали его, мы говорим, что ошибались, утверждая, что это так.

### Эссенциализм
Эссенциализм Аристотеля касается свойств, которые Рут Маркус определяла в контексте модальной структуры. Одно из предположений состоит в том, что свойство является существенным, если оно есть у чего-то, а не у всего, если оно есть у чего-то, значит оно обязательно, и оно не полностью индивидуализируется, например, как натуральный вид собственности. В ином случае Куайн и его соратники утверждают, что модальная логика или семантика верны эссенциалистским истинам. По одной из теорий Рут Маркус имеют место такие интерпретации некоторых модальных систем, в которых все утверждения эссенциалистов ложны. Теренс Парсонс формально доказал этот результат.

### Количественная оценка замещения
Для некоторых применений предлагается альтернатива теоретико-модельной семантике, где «условия истинности количественно определенных формул задаются исключительно в терминах истинности без обращения к областям интерпретации». Это стало называться «семантикой истинности». Маркус показывает, что утверждение о том, что такая семантика ведет к противоречиям — неверно. Данная теория может быть интересна для математиков или для художественного дискурса. Объективная количественная оценка требуется для интерпретации идентичности и других метафизических категорий.

## Работы
- Логическое предприятие, изд. с А. Андерсоном, Р. Мартином, Йель, 1995 г./The Logical Enterprise, ed. with A. Anderson, R. Martin, Yale, 1995
- Логика, методология и философия науки, VII, ред. Р. Баркан Маркус и др., Северная Голландия, 1986 г./Logic, Methodology and Philosophy of Science, VII, eds. R. Barcan Marcus et al., North Holland, 1986[19].
- Методики: философские эссе, Oxford University Press, 1993. Мягкая обложка; 1995 /Modalities: Philosophical Essays, Oxford University Press, 1993. Paperback; 1995 (contains many of Marcus’s important papers)[20].

## Академические статьи
https://philpapers.org/s/Ruth%20C.%20Barcan
https://philpapers.org/asearch.pl?strict=1&searchStr=Marcus,%20Ruth%20Barcan&filterMode=authors

## Награды и признания
- Пхи Бета Каппа/Phi Beta Kappa (1941)
- Guggenheim Fellow (1953)
- Сотрудник Национального научного фонда (1963—1964)
- Сотрудник Центра перспективных исследований Бекмана, Иллинойский университет в Урбане-Шампейне (1968—1969)
- Резиденция Фонда Рокфеллера (Белладжио, 1973 и 1990)
- Член Американской академии искусств и наук (1977).
- Научный сотрудник Центра перспективных исследований в области поведенческих наук, Стэнфорд (1979)
- Научный сотрудник Эдинбургского университета, гуманитарный институт (1983)
- Колледж Вольфсона Оксфордского университета, приглашенный научный сотрудник (1985 и 1986 годы)
- Медаль Коллеж де Франс (1986)
- Постоянный член общей комнаты, Клэр-холл Кембриджского университета (1986-)
- Клэр Холл, Кембриджский университет, приглашенный научный сотрудник (1988)
- Мембре, Международный институт философии, Президент 1989-92, почетный президент 1992-
- Национальный гуманитарный центр, стипендиат Меллона (1992-93)
- Доктор гуманитарных наук, honoris causa, Иллинойсский университет, Чикаго (1995)[21].
- Медаль Креста Уилбура, Йельский университет (2000)
- Премия Лауэнера в области аналитической философии, Фонд Лауэнера, 2007-08 годы.
- Премия Куинна Американской философской ассоциации 2007 г. за заслуги перед профессией
- Лекция Дьюи, APA, декабрь 2009 г.